# Miljöpartiet
Miljöpartiet de gröna (Mp) er et svensk, politisk parti dannet i 1981. Partiet tager udgangspunkt i grøn ideologi og er nært knyttet til miljøbevægelsen. Partiet blev dannet i kølvandet af folkeafstemningen om atomkraft i Sverige i 1980. Partiets ungdomsorganisation hedder Grön Ungdom.
Partiet har et nært samarbejde med Socialdemokraterne og har derfor ikke presset så hårdt på med deres mærkesager. Partiet samarbejder til både højre og venstre side i den svenske Riksdag og mener selv, at de hverken er højre- eller venstreorienterede. Miljöpartiet har ligget på omkring 5-6% tilslutning ved de seneste riksdagsvalg i Sverige og har for tiden 19 pladser i parlamentet. Til riksdagvalget i 2010 er de sammen med Vänsterpartiet og Socialdemokraterne med i samarbejdet De rödgröna.

## Talspersoner for Miljöpartiet de Gröna
- 1984–1985 Per Gahrton og Ragnhild Pohanka
- 1985–1986 Birger Schlaug og Ragnhild Pohanka
- 1986–1988 Birger Schlaug og Eva Goës
- 1988–1990 Anders Nordin og Fiona Björling
- 1990–1992 Jan Axelsson og Margareta Gisselberg
- 1992–1999 Birger Schlaug og Marianne Samuelsson
- 1999–2000 Birger Schlaug og Lotta Nilsson Hedström
- 2000–2002 Matz Hammarström og Lotta Nilsson Hedström
- 2002–2011 Peter Eriksson og Maria Wetterstrand
- 2011-2016 Gustav Fridolin og Åsa Romson
- 2016- Gustav Fridolin og Isabella Lövin